# Los chulos son pa' cuidarlos
Los chulos son pa' cuidarlos is het eerste album van Alejandro Sanz uit 1989.
In de tijd dat het album werd opgenomen, werkte Alejandro nog onder de naam Alejandro Magno en vond hij onderdak bij het label Hispavox. De muziekstijl van het album kan omschreven worden als flamenco-techno.

## Nummers
| Nummer | Titel                        | Duur |
| ------ | ---------------------------- | ---- |
| 1      | Los chulos son pa' cuidarlos | 2:50 |
| 2      | Tomasa                       | 2:44 |
| 3      | El apartamento - 3:40        | 3:40 |
| 4      | Se busca un lío              | 2:28 |
| 5      | Doña Marina                  | 3:35 |
| 6      | Tom Sawyer                   | 3:00 |
| 7      | Señor papá                   | 3:24 |
| 8      | Cuando navegamos             | 3:11 |
| 9      | Micaela                      | 2:39 |
| 10     | Ajaulilí                     | 3:17 |